# Europa Universalis III: In Nomine
Europa Universalis III: In Nomine — дополнение к игре Europa Universalis III, компьютерной глобальной стратегии в реальном времени от компании Paradox Interactive. Игроку предлагается возглавить одно из государств мира в период с 13 октября 1399 (в день коронации Генриха IV в Англии) по 1821 год. В России локализация носит название: Европа III: Византия. Для игры не требуется установленный оригинал или дополнение «Наполеоновские войны».

## Основные изменения
- Игра начинается 13 октября 1399 г., в день коронации Генриха IV в Англии.
- Более 50 новых лет геймплея, возможность игры за Византию и Тамерлана, последние сражения Столетней войны и т. д.
- Лучшее представление о решениях, требуемых для придания очертания будущему вашей страны. «Попытайтесь создать Великобританию. Сделайте, чтобы „Париж стоил мессы“. Создайте Ост-Индскую торговую компанию. Действуйте, а не реагируйте на другие действия, и приводите в жизнь свои решения как на уровне страны, так и на уровне провинции — с новой системой принятия решений, включающей в себя тысячи разных решений, зависящих от ситуации».
- Новая система заданий — и игрок, и ИИ одинаково будут ставить себе цели для достижения, что обеспечивает бесконечную реиграбельность; при этом у крупных держав есть свои собственные национальные задания и решения.
- Появилось множество видов повстанцев, с разными целями восстаний и разными возможностями. Можно получить повстанцев-колонистов в своих колониях, мечтающих о независимости, или же реакционных дворян, желающих загнать обратно в крепостничество своих крестьян. Существует возможность уничтожить восставших силой или же договориться с ними, в наихудшем случае они сами принудят игрока принять их требования.
- Религиозная веротерпимость теперь не может регулироваться игроком напрямую и зависит от национальных идей и принятых решений, что добавит новый уровень в стратегию развития.
- Кардиналы теперь остаются лояльными более длительное время, правитель, управляющий папой римским, теперь ещё более могущественен, и может теперь отлучать от церкви правителей и объявлять крестовые походы против неверных.
- Переписанный искусственный интеллект, фокусирующийся на стратегических целях, с поддержкой полностью заскриптованной логики.
- Полностью изменённая система религий.
- Новые роли для курфюрстов.
- Переделанные республиканские формы правления; в частности, смена правителей в республиках осуществляется посредством выбора из 4 кандидатов.
- Переработанная и дополненная система советников.
- Переработанные национальные идеи.